# Ködderitzsch
Ködderitzsch ist ein Ortsteil der Landgemeinde Stadt Bad Sulza im Nordosten des Landkreises Weimarer Land. Der Ort mit 121 Einwohnern liegt westlich von Bad Sulza und etwa 10 km nordwestlich von Apolda, zwischen Gebstedt und Rannstedt.

## Geschichte
Eine erste urkundliche Erwähnung ist derzeit noch nicht verifizierbar. Bekannt hingegen ist die Entwicklung des Ortsnamens von Codirs im Jahre 1247 über Kodirtz (1337) zu im Jahr 1341 Kodertsch bis zum heutigen Ködderitzsch.
Ködderitzsch bildete mit der Flur von Rannstedt eine Exklave des zum Kurfürstentum Sachsen gehörigen Amts Eckartsberga. Durch die Beschlüsse des Wiener Kongresses 1815 kam die Exklave zum Großherzogtum Sachsen-Weimar-Eisenach. Sie wurde dem Amt Roßla angegliedert. Bei der Verwaltungsreform des Großherzogtums Sachsen-Weimar-Eisenach kam Ködderitzsch im Jahr 1850 zum Verwaltungsbezirk Weimar II und juristisch zum Justizamt Buttstädt. 1920 kam der Ort zum Land Thüringen.
Um die Jahrhundertwende verzeichnete Ködderitzsch 165 Einwohner. Die höchste Bevölkerung hatte der Ort Im Jahr 1947, als mehr als hundert Flüchtlinge zuzogen.
Erfüllende Gemeinde für Ködderitzsch war bis zu seiner Auflösung am 1. Januar 2019 die Stadt Bad Sulza.

## Politik

### Ehemalige Bürgermeisterin
Letzte Bürgermeisterin der Gemeinde war Almut Burkhardt (CDU).

## Religion
58 % der Bevölkerung sind evangelisch, 8 % katholisch. Die örtliche lutherische Kirchgemeinde gehört zum Kirchspiel Bad Sulza im Kirchenkreis Apolda-Buttstädt der Evangelischen Kirche in Mitteldeutschland. Die Katholiken des Ortes sind der Pfarrei Herz Jesu in Weimar, Bistum Erfurt, zugeordnet; die nächstgelegene Filialkirche ist St. Maria, Mittlerin der Gnaden in Buttstädt.

## Persönlichkeiten
- Karl Trautermann (1862–1944), Lehrer, Lehrmittelgestalter, Heimatforscher

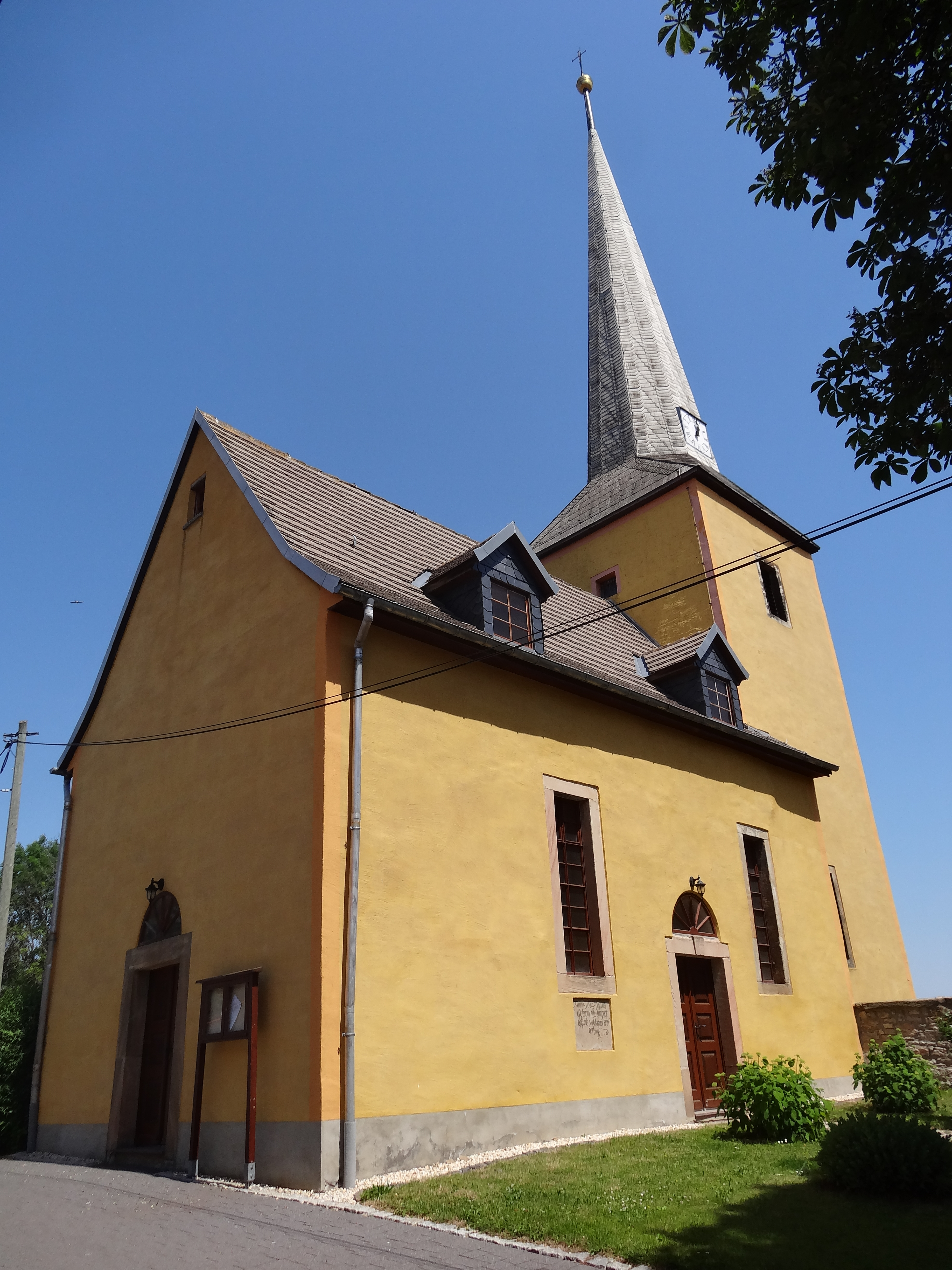
Kirche von Ködderitzsch

## Sehenswürdigkeiten
Die Pfarrkirche stammt aus dem beginnenden 17. Jahrhundert (1604–1629).